# Alerta de tornado

Tornado F5 perto de Elie, Manitoba em 22 de junho de 2007

Um aviso de tornado (TOR pelas siglas em inglês) é um alerta emitido por agências nacionais de previsão do tempo para alertar o público que tempestades severas com tornados estão iminentes ou ocorrendo. Ele pode ser emitido após um tornado, nuvem em funil e rotação nas nuvens terem sido detetados pelo público, caçadores de tempestades, gerência de emergência ou aplicação da lei.
Quando isso acontece, as sirenes de tornado podem soar naquela área se houver sirenes, informando que um tornado foi avistado ou pode estar se formando nas proximidades. (Como as sirenes geralmente não são ouvidas em ambientes fechados, os residentes não devem depender totalmente delas.) A emissão de um aviso de tornado indica que os residentes devem tomar medidas de segurança imediatas.
É um nível de alerta mais alto do que um alerta de tornado, mas (nos Estados Unidos) pode ser superado por um alerta ainda mais alto conhecido como emergência de tornado ou aviso de situação particularmente perigosa. Os alerta de tornado não precisam ser emitidos antes ou simultaneamente à emissão de um aviso de tornado.

## História antiga
A primeira previsão oficial de tornado - e alerta de tornado - foi feita pelo Capitão da Força Aérea dos Estados Unidos (mais tarde Coronel) Robert C. Miller e Major Ernest Fawbush, em 25 de março de 1948. A primeira dessas previsões veio depois dos eventos que ocorreram cinco dias antes, em 20 de março de 1948; Miller - um nativo da Califórnia que ficou estacionado na Base da Força Aérea de Tinker três semanas antes - foi designado para trabalhar no último turno como um previsor para o escritório do Serviço de Meteorologia Aérea da base naquela noite, analisando mapas de superfície do Serviço Nacional de Meteorologia dos Estados Unidos e cartas aéreas superiores que falharam observar a instabilidade atmosférica e o teor de humidade presentes em Oklahoma que seriam adequados para a produção de atividade de tempestade, prevendo erroneamente condições de seca para aquela noite. As tempestades logo se desenvolveram a sudoeste de Oklahoma City e às 21h30, os meteorologistas do Aeroporto Will Rogers enviaram um aviso a Tinker de que a tempestade que invadia a cidade estava produzindo rajadas de vento de 148 km/h (92 mph) e um "Tornado a sul no solo movendo-se NE!" O pessoal da base recebeu um alerta escrito pelo sargento de plantão com Miller, minutos antes de o tornado atingir Tinker e vários minutos depois, por volta das 22:00, danificando vários aviões militares (com danos totais estimados em $ 10 milhões) que não puderam ser protegidos a tempo antes do tornado cruzar o terreno da base.
Após uma investigação no dia seguinte perante um tribunal de cinco generais que viajaram para Tinker vindos de Washington, D.C., que determinou que o tornado de 20 de março foi um "ato de Deus [...] não previsível dado o atual estado da arte", comandante da base Gen. Fred Borum encarregou Miller e Fawbush de dar seguimento à sugestão do conselho de considerar métodos de previsão de trovoadas e tornados. Nos três dias seguintes, Miller e Fawbush estudaram relatórios e gráficos de eventos anteriores de tornados para determinar as condições atmosféricas favoráveis ao desenvolvimento da atividade de tornados, em um esforço para prever tais eventos com algum grau de precisão. Na época, não havia estudos sobre como os tornados se formaram; no entanto, os radares militares estavam sendo adaptados para uso em previsões, permitindo que os meteorologistas vissem os contornos das tempestades, mas não seus atributos internos, como rotação. As descobertas de Miller e Fawbush sobre o fenómeno atmosférico presente em surtos anteriores ajudariam em sua previsão inicial, já que os gráficos de análise da superfície e do ar do dia determinaram que as mesmas condições presentes em 20 de março estavam presentes no dia 25, concluíram que o Oklahoma central teria o maior risco de tornados durante o final da tarde e à noite.
Borum, que elaborou um plano de segurança climática severa para o pessoal da base, sugeriu que Miller e Fawbush emitissem uma previsão de tempestade severa e, em seguida, perguntou aos homens se eles emitiam uma previsão de tornado com base nas semelhanças entre as condições que produziram o tornado que atingiu a base cinco dias antes, o que eles estavam relutantes em fazer. Fawbush escreveu a mensagem de previsão que Miller digitaria e emitiu para as operações de base às 14:50 da tarde quando as tempestades se aproximavam do norte do Texas. Desafiando as grandes chances de dois tornados atingirem a mesma área em cinco dias, um deles atingiu o campus da Tinker por volta das 18:00, para surpresa de Miller (que deixou a base uma hora antes, acreditando que a sua previsão não iria dar certo), que soube da tempestade (produzida por duas tempestades que se fundiram a sudoeste de Tinker) por meio de uma reportagem de rádio. Miller e Fawbush não divulgaram outra previsão de tornado até 25 de março de 1949, quando previram com sucesso que a atividade de tornado ocorreria no sudeste de Oklahoma.
Miller e Fawbush em breve distribuiriam suas previsões de tornado para a Cruz Vermelha americana e a Patrulha Rodoviária de Oklahoma, depois de dar a William Maughan, meteorologista-chefe do escritório de Oklahoma City do Escritório de Meteorologia dos EUA que lhes forneceu dados meteorológicos arquivados adicionais para ajudar a ajustar suas previsões), permissão para transmitir suas previsões a essas agências. A precisão relativa das previsões reiniciou um debate sobre a sua confiabilidade e se agências militares ou civis deveriam ter jurisdição sobre a emissão de alertas meteorológicos.
A USAF foi pioneira em previsões e alertas de tornados, embora John P. Finley tenha desenvolvido as primeiras previsões experimentais de tornados em 1885. Dois anos depois, ele e outros funcionários da agência foram proibidos pelo serviço de meteorologia do United States Signal Service de usar a palavra "tornado" nas previsões. Em vez disso, eles foram direcionados para se referir a "tempestades locais severas", um movimento motivado por preocupações dos empresários nas Grandes Planícies de que as previsões de Finley prejudicariam o desenvolvimento econômico se potenciais investidores acreditassem que suas áreas estavam sujeitas a tornados. Esta posição sobre a previsão de tornados seria compartilhada com o US Weather Bureau após a sua formação em 1890, temendo que isso incitasse o pânico entre o público se tornados fossem previstos para ocorrer; o efeito colateral disso foi que a falta de aviso resultou em um aumento constante no número de fatalidades relacionadas ao tornado ao longo da década de 1950, com alguns eventos anteriores a 1948 (como o tornado mais mortal da história dos EUA, o Tornado dos Três Estados de 1925 em Março de 1925, e os tornados Glazier – Higgins – Woodward em abril de 1947), com um número de mortos que ultrapassou bem mais de 100.
Em 1938, o Weather Bureau rescindiu a sua proibição do uso da palavra "tornado" em produtos meteorológicos disseminados para o pessoal de gerenciamento de emergência. O Bureau desenvolveria uma rede de observadores voluntários de tempestades no início dos anos 1940, durante a Segunda Guerra Mundial, para fornecer alertas sobre tornados aos trabalhadores em fábricas de munições e fábricas estratégicas. A proibição de emitir avisos de tornado para o público em geral não seria revogada até que o chefe do Escritório Francis W. Reichelderfer suspendesse oficialmente a proibição em uma Carta Circular emitida em 12 de julho de 1950 para todas as estações de primeira ordem: "Os funcionários do Weather Bureau devem evitar declarações de que pode ser interpretado como uma negação da vontade ou capacidade do Bureau de fazer previsões de tornados "e que existe uma" boa probabilidade de verificação "ao emitir tais previsões devido à dificuldade em prever com precisão a atividade de tornados. A Sociedade Meteorológica Estadunidense concordou em que Miller e Fawbush apresentassem a sua metodologia para a previsão de tornados durante a reunião da organização em 1950 em St. Louis; depois de obter cobertura da imprensa por sua previsão bem-sucedida de tornados passados, os representantes da AMS decidiram abrir a apresentação ao público.
A Força Aérea começou a emitir previsões meteorológicas severas retransmitidas aos escritórios do Weather Bureau e ao pessoal de emergência em regiões propensas a tornados por meio da formação do Severe Weather Warning Center em 1951, antes da alegação do Bureau de que a USAF interferiu em sua responsabilidade de transmitir tais previsões levou ao SWWC limitando a divulgação de suas previsões de tornado aos militares; no entanto, o movimento para proibir a USAF de divulgação generalizada de previsões de tornado levou à desaprovação e fortes críticas da mídia de Oklahoma, dada a recusa contínua da agência em fornecer avisos públicos de tornado. O Weather Bureau divulgou a sua primeira previsão experimental de tornado público em março de 1952, que se mostrou imprecisa e foi divulgada tarde demais para se tornar amplamente disponível para consumo público; no entanto, uma previsão emitida na noite seguinte conseguiu prever um surto de tornados na maior parte da área de sete estados alertada (do Texas a Indiana).
Mesmo depois que o US Weather Bureau suspendeu a proibição dos avisos de tornado, a Comissão Federal de Comunicações continuou a proibir as emissoras de televisão e rádio de transmitir avisos de tornado no ar pelo mesmo raciocínio citado na proibição abolida do Escritório. A mídia seguiu esta proibição até 1954, quando o meteorologista Harry Volkman transmitiu o primeiro alerta de tornado na televisão pela WKY-TV (agora KFOR-TV) em Oklahoma City, devido à sua crença de que a proibição de alertas de tornado na mídia custava vidas. Por meio de um alerta emitido pela Centro da USAF de Alertas de Tempo Severo, Volkman optou por interromper a programação regular para alertar os telespectadores de um tornado relatado se aproximando da área de Oklahoma City; embora a gerência da estação e os funcionários do Escritório de Meteorologia tenham ficado insatisfeitos com sua mudança, a WKY-TV recebeu vários telefonemas e cartas agradecendo a Volkman pelo aviso.

## Alerta de tornado
Por muitos anos, até o início dos anos 1980, um tipo intermediário de aviso de tornado conhecido como alerta de tornado foi definido pelo Serviço Meteorológico Nacional e emitido pelos escritórios de previsão locais da agência, indicando que a formação de tornado era iminente. Em teoria, os alertas de tornado abrangiam situações como a rotação visível nas nuvens e alguns outros fenômenos que são portentos da formação de nuvens em funil. O uso desse aviso pelo Serviço Meteorológico Nacional começou a reduzir depois de 1974, embora ainda estivesse listado em materiais de informação pública emitidos por vários meios de comunicação, escritórios locais do NWS e outras entidades por mais uma década ou mais.
Os critérios que exigiam alertas de tornado no passado agora geralmente resultam em um aviso de tornado com palavreado esclarecedor especificando que o aviso foi emitido porque a rotação foi detectada de uma forma ou de outra, que uma nuvem de parede se formou ou um tornado foi localizado ou detectado. A resposta preferida tanto aos alertas quanto aos avisos de tornado é se abrigar imediatamente, portanto, diferenciá-los pode ser visto como uma confusão, especialmente porque os métodos de previsão de tempestade melhoraram.
O alerta de tornado foi finalmente eliminado porque se tornou obsoleto com o advento do radar meteorológico Doppler, que pode detectar formações de nuvens em funil rotacional antes do que normalmente é possível por observadores treinados e membros do público. Com menos falsos positivos, o radar também ajudou a reduzir a confusão do público sobre os tipos, intensidades e localizações precisas das tempestades. O último alerta de tornado a ser oficialmente emitido foi discutido seriamente após o Super Surto de 1974.

### Aviso de tornado de incêndio
Em 15 de agosto de 2020, pela primeira vez em sua história, o Serviço Meteorológico Nacional emitiu um alerta de tornado para pirocumulonimbus capaz de causar um redemoinho de fogo no sudeste do Condado de Lassen, Califórnia, que estava sendo afetado pelo incêndio de Loyalton.

## Emergência de tornado
O Serviço Meteorológico Nacional tem a opção de emitir uma emergência de tornado, uma declaração de clima severo com redação não oficial e aprimorada que é disseminada quando um tornado grande e extremamente violento está prestes a atingir uma área densamente povoada. Esta categoria de previsão do tempo é o nível mais alto e urgente relacionado a tornados, embora seja um alerta não oficial. A primeira emergência de tornado foi declarada em 3 de maio de 1999, quando um tornado F5 atingiu partes do sul da área metropolitana de Oklahoma City, causando grandes danos superiores a US$ 1 mil milhões. Em alguns casos, como um tornado F3 que atingiu a área metropolitana de Indianápolis, Indiana, em 20 de setembro de 2002, uma emergência de tornado foi declarada durante a emissão inicial do alerta de tornado. Nem todos os tornados confirmados serão considerados uma "emergência de tornado", e tais declarações são comumente declaradas quando se acredita que o tornado está em uma gravidade que poderia causar uma ameaça significativa à vida e à propriedade.
Os níveis de gravidade aumentam da seguinte forma:
1. Perspectiva convectiva mencionando potencial de tornado
2. Previsão pública de clima severo mencionando potencial de tornado
3. Alert de Tornado
4. Alerta de Tornado em situação particularmente perigosa
5. Aviso de Tornado
6. Alerta de Tornado em Situação Particularmente Perigosa (usado pelos Escritórios de Previsão do Tempo dentro da Sede Central da Região Central do Serviço Meteorológico Nacional como um aviso intermediário no caso de um tornado ter sido detectado ou confirmado, ou de um tornado significativo ser esperado)[11]
7. Emergência Tornado

Os avisos de tornado também podem ser intensificados por palavras adicionais mencionando que a tempestade é potencialmente fatal, que é uma situação extremamente perigosa, que um grande tornado violento e/ou destrutivo está no solo ou é capaz de causar danos materiais significativos.

## Critério
Um aviso de tornado é emitido quando qualquer uma das seguintes condições ocorre:
- um tornado é relatado no solo, ou
- uma nuvem de funil foi relatada, ou
- forte rotação de baixo nível é indicada pelo radar meteorológico,  ou
- uma tromba de água está se dirigindo para a terra firme.

Um aviso de tornado significa que há perigo imediato para a área alertada e locais próximos - se não pelo tornado relativamente estreito em si, pela forte tempestade que o produz (ou provavelmente irá produzi-lo). Aqueles que estão no caminho de tal tempestade são instados a se protegerem imediatamente, pois é uma situação de risco de vida. Um aviso é diferente de um alerta de tornado (emitido nos Estados Unidos por um centro de orientação nacional, o Storm Prediction Center), que apenas indica que as condições são favoráveis para a formação de tornados.
Geralmente (mas nem sempre), um aviso de tornado também indica que existe potencial para ventos em linha vertical severos e/ou granizo grande (nos Estados Unidos, ventos superiores a 93 km/h (58 mph) e/ou granizo maior que 2.5 cm (1 in) são os respetivos critérios definidos para classificar tais fenómenos como graves; os critérios variam em outros países) da tempestade.  Um aviso de tempestade severa pode ser atualizado repentinamente para um aviso de tornado, caso as condições o justifiquem.
Nos Estados Unidos, os escritórios locais do Serviço Nacional de Meteorologia delineiam avisos de tornados e tempestades severas em formas poligonais para produtos de risco climático baseados em mapas, que são usados para delinear seções de um condado, freguesia ou outra jurisdição abrangida pelo aviso (que também são referenciados em produtos de aviso de texto NWS pelas seções especificadas das jurisdições afetadas), com base no caminho projetado de uma tempestade conforme determinado pelo radar Doppler no momento da emissão do aviso; no entanto, condados/freguesias inteiros são por vezes incluídos no polígono de alerta, especialmente se abrangem uma pequena área geográfica. Antes de outubro de 2007, os avisos eram emitidos pelo Serviço Nacional de Meteorologia por condado. Os produtos do Storm Prediction Center e do National Weather Service, bem como os visores de alerta de mau tempo usados por algumas estações de televisão, destacam os avisos de tornado com um polígono vermelho ou contorno preenchido de condado/paróquia.
Os avisos de tornado são gerados por meio do Advance Weather Interactive Processing System (AWIPS) e, em seguida, disseminados por meio de várias vias de comunicação acessadas pela mídia e várias agências, na Internet, para os satélites NOAA e no NOAA Weather Radio. As sirenes de tornado também são geralmente ativadas para as áreas afetadas, se presentes (as áreas reais onde as sirenes são ativadas podem variar dependendo da estrutura de retransmissão da rede de sirenes de uma determinada jurisdição, com alguns municípios ativando todas as sirenes em sua rede, mesmo em áreas não referenciadas como sendo incluído no aviso). A polícia local ou o corpo de bombeiros podem enviar equipes não atribuídas a uma chamada de emergência existente para viajar dentro de uma área designada para alertar os residentes a tomar precauções de segurança contra tornados se as sirenes forem desativadas devido a problemas técnicos ou não estiverem presentes, enquanto chamadas telefónicas automatizadas podem ser feitas para residentes com o mesmo propósito em algumas áreas, caso ocorram tais perturbações. Adicionalmente, se julgar necessário, o Serviço Meteorológico Nacional tem a opção de solicitar a ativação do Sistema de Alerta de Emergência para interromper a transmissão de televisão e rádio para divulgar o boletim rapidamente.
No Canadá, critérios semelhantes são usados e avisos são emitidos pelos escritórios regionais do Serviço Meteorológico do Canadá, filial da Environment Canada em Vancouver, Edmonton, Winnipeg, Toronto, Montreal e Halifax  (na província de Ontário, Emergency Management Ontario recentemente alerta de tornado emitido pela Environment Canada; esses alertas vermelhos às vezes substituem o aviso de tornado se o governo local ou a mídia estiverem participando do programa).
Avanços na tecnologia, tanto na identificação de condições quanto na distribuição de alertas de forma eficaz, foram creditados com a redução do número de mortos em tornados. Os tempos médios de aviso aumentaram substancialmente de -10 para -15 minutos em 1974 para cerca de 15 minutos. Nos Estados Unidos, a taxa de mortalidade por tornado diminuiu de 1,8 mortes por milhão de pessoas por ano em 1925 para apenas 0,11 por milhão em 2000. Grande parte dessa mudança é creditada a melhorias no sistema de alerta de tornado, por meio de vários avanços na deteção de tempestades locais severas, juntamente com um aumento nos relatórios que confirmam visualmente a atividade climática severa por observadores de tempestades, funcionários públicos e cidadãos.

## Percepção do solo
O programa SKYWARN, que treina os cidadãos sobre como localizar tornados, nuvens de funil, nuvens de parede e outros fenómenos climáticos severos, é oferecido pelo Serviço Meteorológico Nacional. Usado em conjunto com as informações do radar Doppler, os relatórios de testemunhas oculares podem ser muito úteis para alertar o público sobre um tornado iminente, especialmente quando usados para verificação de solo.
Outros grupos de observadores como o Serviço de Emergência de Rádio Amador, mídia noticiosa, agências locais de aplicação da lei/organizações de gerências de emergência, observadores cooperativos e o público em geral também transmitem informações ao Serviço Meteorológico Nacional para verificação de solo.

## Exemplos
Abaixo está um exemplo de um Aviso de Tornado emitido pelo escritório do Serviço Meteorológico Nacional em Topeka, Kansas. Os arquivos de áudio à direita são para o interior do estado da Carolina do Sul.
```
Tornado Warning
KSC111-127-197-160300-
/O.NEW.KTOP.TO.W.0043.190816T0233Z-190816T0300Z/

BULLETIN - EAS ACTIVATION REQUESTED
Tornado Warning
National Weather Service Topeka KS
933 PM CDT Thu Aug 15 2019

The National Weather Service in Topeka has issued a

* Tornado Warning for...
 Northeastern Morris County in east central Kansas...
 Southwestern Wabaunsee County in east central Kansas...
 Northwestern Lyon County in east central Kansas...

* Until 10:00 PM CDT.

* At 932 PM CDT, a confirmed tornado was located 7 miles east of Alta
 Vista, moving southeast at 20 mph.

 HAZARD...Damaging tornado and golf ball size hail.

 SOURCE...Weather spotters confirmed tornado.

 IMPACT...Flying debris will be dangerous to those caught without
      shelter. Mobile homes will be damaged or destroyed.
      Damage to roofs, windows, and vehicles will occur. Tree
      damage is likely.

* This tornadic thunderstorm will remain over mainly rural areas of
 northeastern Morris, southwestern Wabaunsee and northwestern Lyon
 Counties.

PRECAUTIONARY/PREPAREDNESS ACTIONS...

To repeat, a tornado is on the ground. TAKE COVER NOW! Move to a
basement or an interior room on the lowest floor of a sturdy
building. Avoid windows. If you are outdoors, in a mobile home, or in
a vehicle, move to the closest substantial shelter and protect
yourself from flying debris.

&&

LAT...LON 3886 9647 3898 9636 3887 9618 3881 9624
   3869 9613 3863 9633
TIME...MOT...LOC 0232Z 309DEG 18KT 3882 9635

TORNADO...OBSERVED
HAIL...1.75IN

$$

Gargan

```

Abaixo está um exemplo de alerta de tornado para um pirocumulonimbus capaz de causar um tornado de incêndio.
```
000
WFUS55 KREV 152135
TORREV
CAC035-152230-
/O.NEW.KREV.TO.W.0001.200815T2135Z-200815T2230Z/

BULLETIN - EAS ACTIVATION REQUESTED
Tornado Warning
National Weather Service Reno NV
235 PM PDT Sat Aug 15 2020

The National Weather Service in Reno has issued a

* Tornado Warning for...
 Southeastern Lassen County in northern California...

* Until 330 PM PDT.

* At 228 PM PDT, a pyrocumulonimbus from the Loyalton Wildfire is
 capable of producing a fire induced tornado and outflow winds in
 excess of 60 mph was located south of Chilcoot, and is nearly
 stationary.

 HAZARD...Tornado.

 SOURCE...Radar indicated rotation.

 IMPACT...Extreme fire behavior with strong outflow winds capable
      of downing trees and starting new fires. This is and
      extremely dangerous situation for fire fighters.

* This tornadic pyrocumulonimbus will remain over mainly rural areas
 of southeastern Lassen County in the vicinity of the fire.

PRECAUTIONARY/PREPAREDNESS ACTIONS...

TAKE COVER NOW! Move to a basement or an interior room on the lowest
floor of a sturdy building. Avoid windows. If you are outdoors, in a
mobile home, or in a vehicle, move to the closest substantial shelter
and protect yourself from flying debris.

&&

LAT...LON 3975 12012 3972 12007 3970 12014 3971 12015
   3973 12015
TIME...MOT...LOC 2128Z 240DEG 0KT 3972 12013

TORNADO...RADAR INDICATED
HAIL...<.75IN

$$

WH

```

Abaixo está um exemplo de um alerta de tornado emitido pela Environment Canada no sudeste de Saskatchewan.
```
344
WFCN13 CWWG 262334
TORNADO WARNING
UPDATED BY ENVIRONMENT CANADA
AT 5:34 PM CST TUESDAY 26 JUNE 2012.
----
TORNADO WARNING FOR:
   R.M. OF WHEATLANDS INCLUDING MORTLACH AND PARKBEG
   R.M. OF CARON INCLUDING CARONPORT AND CARON
   R.M. OF MOOSE JAW INCLUDING PASQUA AND BUSHELL PARK
   CITY OF MOOSE JAW.

TORNADO WARNING ENDED FOR:
   R.M. OF RODGERS INCLUDING CODERRE AND COURVAL
   R.M. OF HILLSBOROUGH INCLUDING CRESTWYND AND OLD WIVES LAKE.

----
==DISCUSSION==
AT 5:30 PM CST, PUBLIC REPORTS A TORNADO CURRENTLY ON THE
GROUND WEST OF MOOSE JAW. RADAR INDICATES THE SEVERE THUNDERSTORM
ASSOCIATED WITH THIS TORNADO IS CURRENTLY JUST SOUTH OF MORTLACH AND
IS SLOWLY TRACKING NORTHEASTWARDS TOWARDS THE CITY OF MOOSE JAW.

```